# Music Hole
Music Hole — третий студийный альбом французской певицы Camille, издан 7 апреля 2008 года.

## Об альбоме
Music Hole стал первым англоязычным альбомом певицы. Соавтором альбома стал английский продюсер MaJiKer.
Ограниченный выпуск издания Music Hole включает в себя бонусное DVD Des Pieds Et Des Mains (Ноги и руки), содержавшее исполнение Камий одиннадцати треков без использования музыкальных инструментов, при помощи телесной перкуссии.
Композиция «Waves» была использована в рекламном ролике воды Perrier.

## Список композиций
Все тексты песен к альбому были написаны Камий и Домиником Далканом. Авторы музыки — Камий и MaJiKer при участии Rainy Orteca (трек 7).
| №   | Название                 | Длительность |
| --- | ------------------------ | ------------ |
| 1.  | «Gospel With No Lord»    | 3:35         |
| 2.  | «Canards Sauvages»       | 3:43         |
| 3.  | «Home is Where it Hurts» | 4:23         |
| 4.  | «Kfir»                   | 3:44         |
| 5.  | «The Monk»               | 6:42         |
| 6.  | «Cats and Dogs»          | 3:29         |
| 7.  | «Money Note»             | 6:18         |
| 8.  | «Katie's Tea»            | 2:44         |
| 9.  | «Winter's Child»         | 4:49         |
| 10. | «Waves»                  | 5:31         |
| 11. | «Sanges Sweet»           | 4:42         |

Digital bonus track
| №   | Название               | Длительность |
| --- | ---------------------- | ------------ |
| 12. | «I Will Never Grow Up» | 4:48         |

## Позиции в чартах
| Чарт (2008)                     | Лучший результат |
| ------------------------------- | ---------------- |
| Belgium Albums Chart (Wallonia) | 7                |
| French Albums Chart             | 5                |
| Swiss Albums Chart              | 25               |